# Далвік
Да́лвік (ісл. Dalvík) — головне містечко муніципалітету Далвікюрбіггд в Ісландії.

## Географія
Містечко Далвік розташоване на північному узбережжі Ісландії, на західному березі фіорду Ейяфйордур, який виходить в Гренландське море, північніше міста Акурейрі. Містечко є адміністративним центром округу Далвікюрбіггд (ісл. Dalvíkurbyggð) і входить до регіону Нордурланд-Ейстра.
Далвік — великий рибальський порт. Здійснюються регулярні поромні рейси, що пов'язують село з островом Ґрімсей на Північному полярному колі. У водах Ейяфйорду, перед Далвіком, розташований острів Хрісей. Відстань від містечка до столиці Ісландії Рейк'явіка становить 412 км.

## Цікаві факти
На честь цього села названо Dalvik - віртуальну Java-машину у Android. Головний розробник Dalvik Dan Bornstein має походження з цього містечка.